# 怪盗グルーのミニオン超変身
『怪盗グルーのミニオン超変身』（かいとうグルーのミニオンちょうへんしん、原題: Despicable Me 4）は、2024年のアメリカ合衆国のアニメーション・コメディ映画。ユニバーサル・ピクチャーズとイルミネーションが製作し、ユニバーサル・ピクチャーズが配給している。本作は『怪盗グルーのミニオン大脱走』（2017年）の続編で、シリーズの第4作目、全体としては6作目にあたる。監督はクリス・ルノー、共同監督はパトリック・ドラージュ（本作が長編作品監督デビュー）で、製作はクリス・メレダンドリとブレット・ホフマン、脚本はマイク・ホワイトとケン・ダウリオが担当している。キャストにはスティーブ・カレル、クリステン・ウィグ、ピエール・コフィン、ジョーイ・キング、ミランダ・コスグローヴ、スティーヴ・クーガン、ソフィア・ベルガラ、スティーヴン・コルベア、ルノー、マディソン・ポラン、デイナ・ゲイアー、クロエ・ファインマン、ウィル・フェレルが参加している。物語は、元・最強最悪の怪盗で反悪党同盟のエージェントのグルーが、リセ・パ・ボン（悪党学園）時代からの宿敵のマキシム・ル・マルの復讐から家族を守るため、安全な町、メイフラワーへ引っ越すところから始まる。サブプロットとして、グルーの家族が新しい生活に適応する様子や、隣家のティーンエイジャー、ポピー・プレスコットがグルーの怪盗としての足跡を追おうとする姿、そしてミニオンズが「メガミニオン」に超変身する様子が描かれる。
4作目となる本作の製作は2017年9月に始まり、2022年2月に正式に発表され、監督のルノー、共同監督のデラージ、脚本のホワイトが参加した。2022年6月には製作が進行中で、2024年1月にはほとんどの主要キャストが発表され、共同プロデューサーとしてホフマン、共同脚本家としてダウリオが加わることも明らかになった。過去の作品からヘイター・ペレイラとファレル・ウィリアムスが引き続きスコアの作曲とオリジナルソングやテーマソングの作詞を担当している。
本作は2024年6月9日にニューヨークのジャズ・アット・リンカーン・センターでプレミア上映され、7月3日にアメリカで劇場公開された。賛否両論の評価を受けつつも、全世界で9億1,580万ドルの興行収入を記録し、2024年の興行収入ランキングで第3位となる成功を収めた。

## ストーリー
反悪党同盟のエージェントであるグルーは、母校のリセ・パ・ボン（悪党学園）の同窓会のパーティーに出席する。そこで彼は、同窓生でグルーの因縁のライバルだったマキシム・ル・マルと再会する。マキシムは、世界征服を目論んで昆虫の能力を手に入れる技術を発明し虫男に変身できるようになったことを明かすが、グルーは仲間のエージェントの助けを借りて彼を逮捕する。しかし、翌日マキシムは恋人のヴァレンティーナの助けを借りて反悪党同盟の刑務所から脱獄する。彼は人々を虫人間のハイブリッドに変える発明品を公開し、それを特にグルーの幼い息子グルーJr.に使おうと計画している。
サイラス・ラムズボトムは反悪党同盟の退職から戻り、マキシムの脱獄を知らせるためにグルーの家を訪れる。そして、反悪党同盟がマキシムを再逮捕するまで、彼らを別の安全な町、メイフラワーへ引っ越す必要があると伝える。証人保護プログラムの一環として素性を隠し名前を変えて、グルーは太陽光パネルのセールスマン「チェット」、ルーシーは美容師「ブランシュ」となる。ミニオンズはグルーファミリーをマキシムから守るべく同盟本部に一時的に引き取られ、そのうち5体は「メガミニオン」という反悪党同盟が開発した技術によって超進化するが、彼らが街で大きな損害を引き起こしたため、計画は中止される。
メイフラワーに移り住んだグルーファミリーは、隣人であるプレスコット一家と出会う。彼らのティーンエイジャーの娘であるポピーは、悪党を夢見ており、グルーの元悪党としての経歴を認識する。彼女は、グルーの正体を明かすと脅し、彼女がリセ・パ・ボンに入学できるようにマスコットであるハニーバジャーのレニーを盗む手助けをするよう要求する。ルーシーが家で娘たちと一緒にいる間、グルーとポピーは2体のミニオンズとグルーJr.の助けを借りてレニーを盗み、飛行車で脱出することに成功する。しかし、学校の年老いたウーベルシュレヒト校長は防犯カメラの映像からグルーを特定し、レニーの首輪の追跡装置を使ってグルーの居場所をマキシムに伝える。
翌日、グルーとルーシーはポピーの両親であるペリーとパッツィと一緒に地元のカントリークラブに出かけている間、ポピーとレニーはマーゴ、イディス、アグネス、グルーJr.と共に家で遊んでいる。ポピーはウーベルシュレヒトの訪問に気づき、すぐにレニーと共に家を離れ、ウーベルシュレヒトはグルーの居場所を娘たちに尋問する。マーゴからの電話で呼び出されたグルーとルーシーは急いで家に戻り、ウーベルシュレヒトと戦う。ルーシーはまた反悪党同盟に連絡し、反悪党同盟はマキシムを止めるために「メガミニオン」を呼ぶ。しかし混乱の中で、グルーJr.は家を出てしまい、マキシムとヴァレンティーナに見つかって誘拐され、彼らの船に連れて行かれる。グルーは息子を救うためにポピーと共に助けに行くことを決意し、ルーシーと娘たちはウーベルシュレヒトを引き留めるために残る。
ポピーは彼女の猫の助けを借りて、飛行車を使いグルーを船に乗り込ませる。ヴァレンティーナはグルーが船に入るのを阻止しようとするが、屋根から落ちてしまう。船は建設中の建物に衝突し、そこでマキシムはグルーJr.を虫人間のハイブリッドに変たことを明かし、彼を使ってグルーと戦わせる。グルーは気絶するが、彼の息子への励ましの言葉でグルーJr.は洗脳から解放され、代わりにマキシムを攻撃する。マキシムは建物から落下し、動物や昆虫に追われていた「メガミニオン」によって押しつぶされる。反悪党同盟とサイラスが到着し、再びマキシムとヴァレンティーナを逮捕する。
メイフラワーの家に戻り、ルーシーと娘たちと再会したグルーは、ポピーに感謝する。グルーとその家族は自宅に戻り、ネファリオ博士がグルーJr.の変身を元に戻す。グルーは反悪党同盟の刑務所で元に戻ったマキシムを訪ねて和解しようとする。彼らの和解を示すために、2人は刑務所内でのお楽しみ会で、ティアーズ・フォー・フィアーズの「ルール・ザ・ワールド」を囚人たちの前で披露し、その中には過去の『怪盗グルー』シリーズに登場した悪党もいる。一方、ポピーはリセ・パ・ボンに入学するのだった。

## キャスト
※括弧内は日本語吹替
グルー (Gru)
声 - スティーヴ・カレル（笑福亭鶴瓶、吉幾三〈歌唱〉）
元・最強最悪の怪盗だったが、現在は反悪党同盟のエージェントに転身。マーゴ、イーディス、アグネスの養父で、彼を慕ってきたミニオンズのボスでもある。愛するルーシーとの間に待望のグルーJr.が誕生して夢中だが、宿敵のマキシムに狙われメイフラワーへ引っ越し、「チェット・カニングハム・シニア」として正体を隠している。
マキシム・ル・マル (Maxime Le Mal)
声 - ウィル・フェレル（片岡愛之助）
グルーのリセ・パ・ボン（悪党学園）時代からの宿敵。昆虫の能力を手に入れる技術を発明し、虫男に変身できるようになった。反悪党同盟の一員になったグルーのせいで逮捕された恨みを持ち、復讐のため脱獄する。
ルーシー・ワイルド (Lucy Wilde)
声 - クリステン・ウィグ（中島美嘉）
反悪党同盟のエージェントで、グルーの愛妻。マーゴ、イーディス、アグネスの養母。マキシムから逃れるため、「ブランシュ・カニングハム」として美容院で務めることになる。
ポピー・プレスコット (Poppy Prescott)
声 - ジョーイ・キング（山田杏奈）
メイフラワーでのグルーファミリーの新しい隣人。悪党を夢見ており、グルーの正体もすぐに見破ってしう。
スーパーヴィランを目指しており、長い間グルに憧れている。グルーを危険な企みに巻き込んでいく。
アグネス (Agnes)
声 - マディソン・ポラン（児玉すみれ）
グルーが養子にした三姉妹の優しくて思いやりのある三女。ヤギのラッキーを大切にしている。「ブリトニー・カニングハム」を名乗ることになる。
マーゴ (Margo)
声 - ミランダ・コスグローヴ（須藤祐実）
グルーが養子にした三姉妹のしっかり者の長女。「ブリー・カニングハム」として生活することに苦戦している。
イディス (Edith)
声 - デイナ・ゲイアー（矢島晶子）
グルーが養子にした三姉妹のいたずら好きな次女。「ブレア・カニングハム」を名乗ることになる。
サイラス・ラムズボトム (Silas Ramsbottom)
声 - スティーヴ・クーガン（岩崎ひろし）
退職していた反悪党同盟の元ディレクター。
ヴァレンティーナ (Valentina)
声 - ソフィア・ヴェルガラ（松本梨香）
マキシムのファム・ファタールな恋人で、マルチーズ犬を飼っている。彼の共犯者でもあり、グルーファミリーを追っている。
ペリー・プレスコット (Perry Prescott)
声 - スティーヴン・コルベア（三木眞一郎）
ポピーの父で、パッツィの夫。グルーファミリーの新しい隣人。自動車販売会社のオーナーで、テニスを得意としている。
パッツィ・プレスコット (Patsy Prescott)
声 - クロエ・ファインマン（小林ゆう）
ポピーの母で、ペリーの妻。グルーファミリーの新しい隣人。いつも誰かに話しかけている。
ウーベルシュレヒト校長 (Principal Frau Übelschlecht)
声 - クリス・ルノー（ならはしみき）
グルーの母校であるリセ・パ・ボンの年老いた校長。マキシムをお気に入りとして気にかけている。
オサリバン・センセイ (Sensei O'Sullivan)
声 - ブラッド・エイブルソン（木村昴）
イディスとアグネスの通う空手道場の師範。イディスに足の小指の骨を折られてしまう。
メローラ (Melora)
声 - ロレイン・ニューマン（高乃麗）
ルーシーに髪を焼かれて復讐を望む美容室の客。
ネファリオ博士 (Dr. Nefario)
声 - ロメシュ・ランガナタン（小柳基）
グルーの助手である年老いた科学者。グルーJr.の変身を元に戻す。
ミニオンズ (Minions)
声 - ピエール・コフィン
グルーの手下で、その多くは後に反悪党同盟でエージェントや「メガミニオン」としての仕事を得る。
グルーJr. (Gru Jr.)
声 - タラ・ストロング
グルーとルーシーの実の息子。「チェット・カニングハム・ジュニア」を名乗ることになる。
カール (Karl)
声 - ジョン・ディマジオ
ミニオンズを同盟本部に運ぶバスの運転手。車内で大暴れするミニオンズに対して怒鳴りつける。
キャット・オーナー
声 - （LiSA）
引ったくり
声 - （秋山寛貴〈ハナコ〉）
被害者
声 - （岡部大〈ハナコ〉）
窓掃除
声 - （菊田竜大〈ハナコ〉）
その他にも日本語吹替版では、こばたけまさふみ、佐藤せつじ、多田野曜平、木村香央里、渡谷美帆、陶山恵実里、川井田夏海、佐倉薫、砂田理子、須田祐介、斎藤寛仁、林大地が担当している。
映画の最後のカメオ出演には、グルーの隣人であるフレッド・マクデイド、その母親のマルレナ、そして彼の双子の兄弟ドル、過去の作品からベクターとその父親パーキンス、エドアルド・ペレス / エル・マッチョ、バルタザール・ブラット、スカーレットとハーブ・オーバーキル、そしてヴィシャス・シックスの残りのメンバーであるベル・ボトム、ジャン・クロード、スベンジェンス、ストロングホールド、ナンチャクといった『怪盗グルー』シリーズに登場した悪役が再び登場する。

## 製作

### 製作
『怪盗グルー』シリーズ4作目の製作は2017年9月に始まり、長年シリーズとイルミネーションで脚本を担当していたシンコ・ポールとケン・ダウリオが初期の脚本の草案を書いた。2022年2月に正式に製作が発表され、『怪盗グルー』シリーズのベテラン監督であるクリス・ルノー、共同監督としてパトリック・デラージ、脚本としてマイク・ホワイトが起用され、公開日が2024年7月3日に設定された。2022年6月には製作が進行中であり、スティーヴ・カレルは数回のセッションを経てボイスレコーディングを開始した。製作の大部分は新型コロナウイルス感染症の世界的流行に行われた。2024年1月には、『ザ・スーパーマリオブラザーズ・ムービー』（2023）の製作総指揮ブレット・ホフマンとダウリオが、それぞれ共同製作と共同脚本に加わったことが発表された。

### 脚本
ホワイトは本作の脚本をダウリオと共同で担当し、後にダウリオが製作に加わった。映画製作者たちは、『ミニオンズ フィーバー』の公開が2022年7月に延期されたため、物語の多くの要素に深く掘り下げ、「適切なバランス」を取ることを目指した。ルノーとホワイトは、グルーファミリーが証人保護プログラムに入れられることや、高校時代のグルーの宿敵などのストーリーのアイデアを持っており、各サブプロットの焦点に応じて観客とのつながりを深めることを意図していた。
『怪盗グルーのミニオン危機一発』（2013）での廃案となった「メガミニオン」のアイデアが本作で復活した。映画製作者たちはそのアイデアの初期のコンセプトを研究し、マーベル・コミックのヒーローチーム「ファンタスティック・フォー」やピクサー映画『Mr.インクレディブル』（2004年）からインスピレーションを得た。メガミニオンを差別化し、「新鮮な解釈」を与えるために、ルノーはスーパーヒーローに関連する多くのメディアとの類似性を避けたいと考え、彼らを「無能さとミニオンらしい特質を持つ存在」として捉えた。

### キャスティング
2024年1月、スティーヴ・カレル、クリステン・ウィグ、ミランダ・コスグローヴ、デイナ・ゲイアー、ピエール・コフィン、スティーヴ・クーガンがそれぞれグルー、ルーシー・ワイルド、マーゴ、イーディス、ミニオンズ、サイラス・ラムズボトム役で続投することが発表された。また、ウィル・フェレル、ジョーイ・キング、ソフィア・ベルガラ、スティーヴン・コルベア、クロエ・ファインマン、そして（ネヴ・シャレルに代わって）マディソン・ポランが、それぞれマキシム・ル・マル、ポピー・プレスコット、ヴァレンティーナ、ペリー・プレスコット、パッツィ・プレスコット、アグネスの声を担当することも発表された。

### アニメーション
ルノーによれば、前作に登場したキャラクターの中には、今作のためにキャラクターリグやサーフェスが更新された。2作目以来登場していなかったフレッド・マクデイドは、キャラクターモデルが古すぎたため、一から再作成されました。ポピーがアーケードマシンで遊ぶシーンは、もともとキャラクターのアニメーションテストとして始まったが、映画製作者たちがそのシーンを非常に気に入ったため、最終版に追加されることになった。

## 音楽
2024年3月、ヘイター・ペレイラが前作に引き続き本作の音楽を担当することが発表された。ファレル・ウィリアムスもペレイラと共にスコアを共同作曲し、新しい曲を作成するために復帰することが確認された。オリジナルサウンドトラックは2024年6月27日にバック・ロット・ミュージックからリリースされた。

## 公開
本作は、2024年6月9日にニューヨークのジャズ・アット・リンカーン・センターで初公開され、その後6月13日にアヌシー国際アニメーション映画祭でプレミア上映された。後に、アメリカで7月3日に公開された。
ユニバーサル・ピクチャーズ・ホームエンターテイメントは、本作を2024年9月10日にデジタルダウンロードでリリースし、9月24日に4K Ultra HDブルーレイ、ブルーレイ、DVDで発売した。ボーナス・コンテンツには、舞台裏の特集、削除シーン、レクリエーション活動、『怪盗グルー』シリーズの敵の概要、そして短編映画『Game Over and Over（ゲームオーバー＆オーバー）』と『Benny's Birthday（ベニーの誕生日）』が収録されている。ユニバーサルとNetflixの長期契約の一環として、本作は有料放送の最初の4か月間はPeacockで配信され、その後の10か月間はNetflixに移り、残りの4か月間は再びPeacockに戻る。
日本では、9月25日からダウンロード先行販売が開始され、ブルーレイ+DVDが、10月23日に発売される。映像特典として、『ゲームオーバー＆オーバー』『ベニーの誕生日』「未公開シーン/ロング・バージョン/別バージョン」「収録の舞台裏」「メイキング」「メガミニオンズ大暴れ」「悪党図鑑」「メガミニオンズを描こう」が収録される。

## マーケティング
本作の最初の予告編は、2024年1月28日に2023-24年NFLプレーオフチャンピオンシップゲーム中に公開された。この予告編には、ガンズ・アンド・ローゼズの「スウィート・チャイルド・オブ・マイン」やダリル・ホール&ジョン・オーツの「マンイーター」、そしてテレビ放映ではドラゴンフォースの「スルー・ザ・ファイア・アンド・フレイムス」が使われている。コミック・ブック・リソーシズは、この予告編が「グルーファミリーに新しいメンバーを迎える際の苦労」を描いており、ウィル・フェレル演じるマキシム・ル・マルのデビューが含まれていると報じた。スクリーン・ラントのブレナン・クラインは、グルーが息子のグルーJr.との波乱に満ちた関係は、養女たちとの良好な関係と対照的であると指摘した。追加の予告編は第58回スーパーボウル中の2月11日に公開され、2015年のスピンオフ映画『ミニオンズ』でハーブ・オーバーキルの声を担当したジョン・ハムがナレーションを務め、フェレルとスティーヴ・カレルがカメオ出演している。『ハリウッド・リポーター』のライアン・ガジェウスキは、この予告編が「現代技術の利点をアピールするように見えるが、人工知能によって生成されたとされる奇妙な画像をフィーチャーしている」と述べ、予告編の中でフェレルとカレルのルネサンス時代風のポーズを楽しんでいると語った。4月10日、シネマコンで、ユニバーサルはグルーとポピーがハニーバジャーを盗もうとする映像を公開した。スクリーン・ラントのブレナン・クラインは、そのクリップが続編でグルーの家庭的な家族人間としての「重要な要素」を固めたことを評価した。
第2の予告編は2024年5月7日に公開された。TheWrapのドリュー・テイラーはこの予告編を「ミニオンズ中心」と呼び、予告編に登場するファレル・ウィリアムスの新しいオリジナル曲の一つを指摘した。Colliderは、選ばれた少人数のミニオンをスーパーパワーを持つ実験に参加させた「壊滅的な結果」に注目した。ジャーナリストのディエゴ・ペラルタは、スーパーパワーを持つミニオンの一人がレーザービームで基地の一部を破壊するシーンに注目し、悪役のマキシムとヴァレンティーナが「グルーがこれまでに直面したどんな脅威よりも危険である」と述べた。
2024年6月8日、イルミネーションはパロディティーザーを公開した。このティーザーでスティーブ・カレルは、メガバースを発表し、マーベル・シネマティック・ユニバースやDCエクステンデッド・ユニバースのような共有ユニバースのパロディを行い、イルミネーションが今後100年間にわたってメガミニオンが主演する映画、テレビシリーズ、舞台作品をリリースすると主張した。イルミネーションはまた、メガバースのウェブサイトも公開した。そのウェブサイトには、「メガミニオン: The Tax Write-Off（税金控除）」や、「徹底的な市場調査と臨時の意思決定に基づいて決定されるストーリー」の未定タイトルのメガミニオンのスピンオフシリーズなど、いくつかの偽作品が掲載されている。この演出は、ワーナー・ブラザースの映画『バットガール』『スクーブ! ホリデー・ホーント』『コヨーテ vs. アクメ』の製作中止や、2022年のDCEU映画『ブラックアダム』の失敗、ディズニーアニメーション映画の実写リメイクやマーベルの最近の多くの作品（『アントマン&ワスプ:クアントマニア』『シークレット・インベージョン』など）への混合評価のような現在のハリウッド事情を風刺していることで賞賛された。

## 評価

### 興行収入
2024年9月15日時点で、本作はアメリカとカナダで3億5,950万ドル、その他の地域で5億8,120万ドルを記録し、全世界で合計9億4070万ドルの興行収入を達成した。
アメリカとカナダでは、5日間のオープニング週末で4,030の劇場から1億〜1億2,500万ドルの興行収入が見込まれていた。初日に2,700万ドル、2日目に2,040万ドルを記録した。その後、通常の3日間の週末で7,500万ドル、合計5日間で1億2,260万ドルを記録し、興行収入のトップに立った。翌週末には4,360万ドルを記録し、1位を維持した。3週目の週末には2,440万ドルを記録し、新作『ツイスターズ』に次ぐ2位となり、4週目には1,460万ドルを記録し、『ツイスターズ』と『デッドプール&ウルヴァリン』に次ぐ3位に終わった。
国際的には、異なる日程で各国で公開され、最も早く公開されたのはオーストラリアだった。本作は複数の国で大きな成功を収め、一部の国ではシリーズ記録を更新したが、アメリカでの公開日より前に公開された多くの国では、『インサイド・ヘッド2』に次ぐ2位でのスタートとなり、国際的な興行成績の伸びをやや鈍らせた。

### 映画批評家によるレビュー
レビュー収集サイト「Rotten Tomatoes」では、162件の批評家レビューのうち56%が好意的で、平均評価は5.6/10となった。サイトのコンセンサス（総意）には、「テンポが速く、スラップスティックのギャグであふれる本作は、ピニャータのように詰め込みすぎだが、観客に楽しい糖分補給を与えるのに十分なキャンディが詰まっている」と記されている。「Metacritic」では、加重平均を使用し、36人の批評家に基づいて100点中52点をつけ、「賛否両論または平均的な評価」を示している。「CinemaScore」による観客調査では、A+からFまでのスケールで「A」の平均評価（最初の2作と同じ）を受け、「PostTrak」による調査では82%の好意的な評価を獲得し、63%が「絶対にお勧めする」と答えた。
『バラエティ』誌は、本作が楽しめるものであると認めつつ、プロットが無駄なキャラクターで溢れていると指摘し、「一つだけ確かなことがある。それは、たとえ次の続編で一部のキャラクターが休んでくれたほうがいいと思っても、彼らの最後を見たわけではないということだ。例えば、メガミニオンのように、彼らは名前ほどかわいくはない」と述べている。同様の評価は「スクリーン・ラント」にもあり、『ハリウッド・リポーター』でも見られ、特に複数の筋書きの中で悪役の役割が未発達であると指摘されており、「95分間の短い上映時間である本作では、マキシムが感情的なインパクトを与える形で計画を実行するのに十分な時間が残されていない」と述べている。ABCニュースは、「『怪盗グルー』シリーズのレビューは、深い分析であるべきか、それともミニオンズがやっている面白いことのリストであるべきか？映画批評の価値を信じている私でも、おそらく最も優れた評価のポイントですら、ミニオンが『ベロー！』と言うのと同じくらい早く解体されるだろうと疑ってしまう」とコメントしている。

### ノート
1. ↑  第3作『怪盗グルーのミニオン大脱走』までは芦田愛菜が担当していた。原語版では第3作の時点でキャストの交代をしているが、日本語吹き替え版でも本作から交代となった。
2. ↑  第2作『怪盗グルーのミニオン危機一発』まで担当していた伊井篤史が2020年に逝去しているため、本作より交代となった。